# Janów Lubelski (gmina)
Janów Lubelski – gmina miejsko-wiejska w województwie lubelskim, w powiecie janowskim. W latach 1975–1998 gmina położona była w województwie tarnobrzeskim.
Siedziba gminy to Janów Lubelski.
Według danych z 31 grudnia 2020 gminę zamieszkiwały 15 643 osoby.

## Ochrona przyrody
Na obszarze gminy znajdują się następujące rezerwaty przyrody:
- częściowo rezerwat przyrody Lasy Janowskie – chroni kompleks lasów mieszanych w miejscu upamiętniającym największą na ziemiach polskich bitwę partyzantów;
- częściowo rezerwat przyrody Szklarnia – chroni fragment dawnej Puszczy Solskiej, obejmującej głównie drzewostany naturalnego pochodzenia ze znacznym udziałem jodły.

## Struktura powierzchni
Według danych z roku 2002 gmina Janów Lubelski ma obszar 178,24 km², w tym:
- użytki rolne: 27%
- użytki leśne: 65%

Gmina stanowi 20,36% powierzchni powiatu.

## Demografia

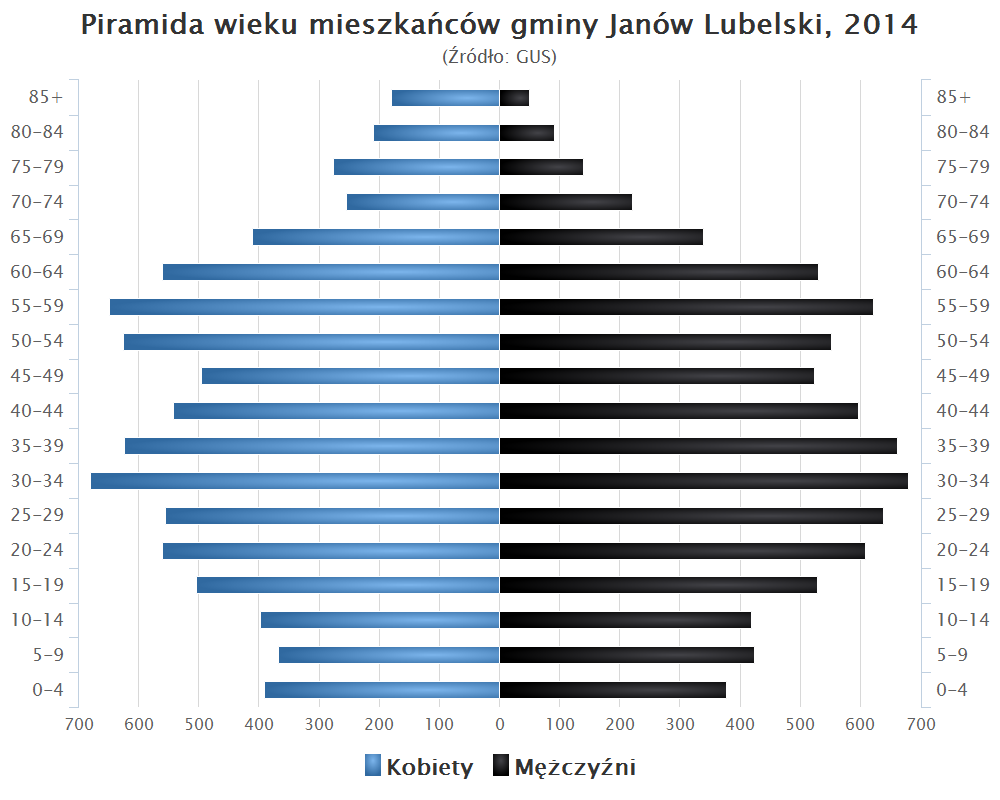
Piramida wieku mieszkańców gminy Janów Lubelski w 2014 roku

Liczba ludności (dane z 31 grudnia 2020):
|        | Ogółem | Ogółem | Kobiety | Kobiety | Mężczyźni | Mężczyźni |
| osób   | %      | osób   | %       | osób    | %         |           |
| ------ | ------ | ------ | ------- | ------- | --------- | --------- |
| Ogółem | 15 643 | 100    | 7966    | 50,92   | 7677      | 49,08     |
| Miasto | 11 661 | 74,54  | 5976    | 38,20   | 5685      | 36,34     |
| Wieś   | 3982   | 25,46  | 1990    | 12,72   | 1992      | 12,73     |

▶Wieś vs ▶miasto
Ogółem (▶k, ▶m)
Miasto (▶k, ▶m)
Wieś (▶k, ▶m)

## Sołectwa
Biała Pierwsza, Biała Druga, (Borownica - Kopce), Łążek Ordynacki, Łążek Garncarski, Momoty Dolne, Momoty Górne, Pikule, Ruda, Szklarnia, (Kiszki, Szewce, Ujście), Zofianka Górna.

## Sąsiednie gminy
Biłgoraj, Dzwola, Godziszów, Harasiuki, Jarocin, Modliborzyce, Pysznica